# 加里 (加利福尼亞州)
加里（英語：Garey）是位於美國加利福尼亞州聖巴巴拉縣的一個人口普查指定地區。

## 地理
加里的座標為34°53′09″N 120°18′50″W / 34.88583°N 120.31389°W，而該地最高點為海拔高度118米（即387英尺）。

## 人口
根據2010年美國人口普查的數據，加里的面積為3.286平方千米，當中陸地面積為3.276平方千米，而水域面積為0.010平方千米。當地共有人口68人，而人口密度為每平方千米20人。